# Vacherauville
Vacherauville é uma comuna francesa na região administrativa de Grande Leste, no departamento de Meuse. Estende-se por uma área de 7,29 km². Em 2010 a comuna tinha 186 habitantes (densidade: 25,5 hab./km²).